# Јехуда Алкалај
Јехуда бен Шалома Хај Алкалај (Сарајево, 1798 — Јерусалим, септембар 1878) био је сефардски рабин, писац, вероучитељ и јеврејски национални радник. Његове идеје сматрају се претечом ционизма.

## Биографија
Рођен је у Сарајеву 1798. године, односно 5558. по јеврејском календару. Презиме је добио по Алкали, делу града Севиље у данашњој Шпанији, одакле су његови преци протерани краљевским едиктом 1492. године и отишли у Солун. Још као дете, послали су га на школовање у Јерусалим, где је похађао „Школу мудрих рабина“ (Јешива хахама) и стекао средње и опште образовање. Учио је код многих рабина и тако дошао под утицај кабале.
У Земун, који се тада налазио на јужној граници Војне крајине, дошао је 1825. године. Прво је радио као учитељ сефардске деце, а касније је ступио на дужност рабина. У Земуну је боравио готово 50 година, све до 1874. Ту је саградио сефардску синагогу (срушена 1943) и две школе за јеврејску децу. Под утицајем Француске револуције, борбе српског народа за ослобођење од Турака и стварања модерне националне државе, у Земуну је рабин Алкалај зачео идеју о повратку Јевреја у Свету земљу, коју је Теодор Херцл, касније само наставио и разрадио. Због тога се идеје рабина Алкалаја сматрају претечом ционистичког покрета и духовног уједињења јеврејског народа. Залагао се за враћање Јевреја у земљу Израела („Ерец Јизраел“). Своје мисли о народу почео је да шири од 1834. године, а 1839. је објавио књигу „Путеви милине“, хебрејску граматику са уводом на јудео-шпанском језику Сефарда — ладину, где је описао живот свог народа и жељу да се сви Јевреји широм света врате у земљу Израел:
| „ | Шта ми Јевреји чинимо? Лутамо из града у град по земљама света и тражимо егзистенцију, али не одлазимо у Ерец Јизраел, па макар тамо јели хлеб суви и пили воду невољнички. | ” |

У наредним чланцима, расправама и студијама, заговарао је откуп земљишта и стварање пољопривредних колонија у Палестини и то насељавањем, у првом реду, Јевреја из Отоманског царства, јер они као његови поданици не би наилазили на законске баријере. Осим колонизације, проповедао је и политички препород, праћен верском, економском, моралном и језичком ренесансом.
У Земуну је 1840. године основао „Друштво за повратак у Ерец Јизраел“, прво те врсте. Друштво је имало подружнице у неколико градова, између осталих, у Београду и Шапцу. Алкалај је посебно био подстакнут веома тешким положајем шабачких Јевреја (осим за време владавине Милоша Обреновића), као и у Војној крајини. После тога, своје идеје је почео да пропагира по Европи.
На прва путовања у Берлин, Лајпциг, Лондон кренуо је 1852. године. У Лондону је те године основао друштво „Мир Јерусалима“. Ово друштво се брзо угасило, што га је доста погодило, али није и обесхрабрило. Наставио је да путује, у Амстердам 1859. и Париз 1860. године, где је основао „Светско друштво Јевреја“ за постизање грађанских права и пружање помоћи за прогнане, за просвећивање и културни напредак Јевреја.
Тек 1871. године, први пут од детињства, отишао је у Јерусалим, где је основао „Опште јеврејско удружење за насељавање Израела“.
Са супругом се 1874. године коначно преселио у Свету земљу, најпре у Јафу, а затим у Јерусалим. На тај начин је постао пионир организоване јеврејске колонизације. Његове речи:
| „ | Бољи ми је плуг на Мртвом мору без Бога, него да с њим по Земуну: играм жмурке и хватам зјале. | ” |

постале су узор за многе, који су нешто касније кренули његовим примером.
Умро је у Јерусалиму септембра 1878. или 5639. по јеврејском рачунању времена. Сахрањен је на Маслиновој гори.
Био је пријатељ Симона Херцла, деде Теодора Херцла. Породица Херцл је била врло религиозна, а Јехуда Алкалај је користио све своје контакте са земунским верницима да би ширио своја схватања. Мада не постоји писани документ који сведочи о томе, због упадљиве сличности се претпоставља да је Теодор Херцл од свог деде сазнао за визионарске идеје рабина Алкалаја. Сам Херцл сматра се оснивачем модерног ционизма као покрета.

## Важнија дела
Објавио је 53 публикације и већи број расправа. Његова дела преведена су на многе језике. Писао је на ладину и хебрејском језику. Сарађивао у свим јеврејским часописима свог времена. Штампао је у Државној типографији књижарства Србије у Београду, а објављивао је и у Бечу, Лајпцигу, Лондону, Амстердаму, чак и Бомбају.
- Путеви милине, Београд 1839
- Мир Јерусалиму, Офен 1840
- Јехудин дар, Беч 1841
- Проглас, 1848
- Kњига живота, Београд 1851
- Глас весника, Лајпциг 1852
- Божија судбина, Беч 1857
- Чуј Израеле, Београд 1861
- Повратак Циону, Беч 1868

## Улица Рабина Алкалаја у Земуну
У Земуну данас постоји улица која од 1992. године носи име рабина Алкалаја. Раније (пре 1816—1897), за време аустроугарске владавине, то је била Јеврејска улица. Простирала се од Орачке до Улице др Милоша Радојчића, после чега јој је назив промењен у Приморску (1897—1992).
У истој улици бр. 5, 1850. године је изграђена ашкенаска синагога, која постоји и данас, али у власништву града и тренутно се у њој налази ресторан традиционалне српске кухиње. Јеврејска општина Земун, близу синагоге, покушава да сакупи средства да је откупи.
У Израелу је један град добио име по њему — Јехудино светло („Ор Јехуда“) — а у многим градовима постоје улице са његовим именом.

## Маркица
Јеврејски национални фонд (1975) и Израелска пошта (1989) издале су поштанску марку са његовим ликом.